# Wyrazów
Wyrazów [vɨˈrazuf] é uma aldeia localizada na região administrativa da comuna de Blachownia, no condado de Częstochowa, voivodia de Silésia, no sul da Polônia. A aldeia tem uma população de 639 habitantes.